# Nilson Fanini
Nilson do Amaral Fanini (* 18. März 1932 in Curitiba, Paraná; † 18. September 2009 in Dallas, Texas) war ein brasilianischer Baptistenpastor und Präsident des Weltbundes der Baptisten.

## Leben
Nilson Fanini studierte Theologie am baptistischen Theologischen Seminar in Fort Worth (Texas) und Rechtswissenschaft an der Universidade Federal Fluminense in Rio de Janeiro. Von 1964 bis 2005 war er Pastor der Ersten Baptistenkirche Niterói, einer der größten protestantischen Ortsgemeinden Südamerikas. Sie zählte zu Anfang seiner Amtszeit 740 und bei seinem Eintritt in den Ruhestand rund 7000 Mitglieder. Unter seiner Leitung entstanden in den Jahren seines Dienstes 28 neue Tochtergemeinden. Seine Predigten wurden wöchentlich von 52 Rundfunk- und 110 Fernsehanstalten übertragen und wurden von rund 40 Millionen Menschen in Brasilien und sechs weiteren südamerikanischen Ländern empfangen.
Fanini evangelisierte in 87 Ländern weltweit. In Angola und Mosambik wurde ihm als erstem ausländischen Evangelisten gestattet, in Großveranstaltungen öffentlich zu verkündigen.
Neben seiner Verkündigungstätigkeit engagierte sich Fanini auch auf sozialdiakonischem Gebiet. Viele Jahre stand er als Präsident der von ihm gegründeten evangelikalen Organisation Reencontro vor, die sich neben der Bibelverbreitung vor allem im Gesundheits- und Fürsorgewesen betätigt. Sie betreibt 19 Kliniken, die eine kostenlose Behandlung anbieten, ein Waisenhaus, Kinderschutzeinrichtungen, mobile gynäkologische Stationen für Schwangere sowie Suppenküchen.
Insgesamt 14 mal wurde Fanini zum Vorsteher der brasilianischen Baptistenunion gewählt. In dieser Funktion rief er 1984 das baptistische Theologische Seminar Niterói ins Leben und schuf damit die zentrale Ausbildungseinrichtung für brasilianische Baptistenpastoren. Von 1995 bis 2000 war Nilson Fanini Präsident des Baptistischen Weltbundes. In der über hundertjährigen Geschichte des Weltbundes war er der zweite Präsident, der aus Südamerika stammte.

## Veröffentlichungen (Auswahl)
- The Inspiration of the Bible According with last Papal’s Documents – 1958
- As Duas Coordenadas, Niterói, 1970
- Dez passos para uma vida melhor, Niterói, 1977
- A fonte da felicidade, Niterói, 1981
- Deus salve a família, Niterói, 1982
- Grandes Sermões – Hoje é Dia de Boas Novas, Niterói, 1994
- Grandes Sermões – A Família, Obra das Mãos de Deus – Niterói, 1995
- Grandes Sermões – O Aviso de Deus